# Burg Wiborg
Die Burg Wiborg ist eine Inselburg in der Stadt Wiborg (heute Russisch Wyborg) und in der karelischen Landenge in Russland. Die Burg wurde im Jahr 1293 von dem schwedischen Regenten Torgils Knutsson gegründet. Der Bau begann zur Zeit des dritten schwedischen Kreuzzugs gegen Russland auf einer kleinen Insel im innersten Winkel der Bucht von Wyborg.

## Heutige Nutzung
Heute ist in den Innenräumen der Burg ein Museum über die Geschichte des Rajon Wyborg untergebracht. Vom Burgturm, St.-Olaf-Turm, bietet sich ein guter Blick über die Stadt.